# Stictoleptura rufa
Stictoleptura rufa — жук из семейства усачей и подсемейства Усачики.

## Описание
Жук длиной от 11 до 16 мм. Время лёта взрослого жука с мая по июль.

## Распространение
Распространён в Италии, Юго-восточной Европе, в Турции, Иране и на Кавказе.

## Экология и местообитания
Жизненный цикл вида длится два года, возможно, до трёх лет. Кормовые растения: лиственные деревья.

## Систематика
Этот вид различает четыре подвида:
- Stictoleptura rufa attaliensis (Daniel, 1891)
- Stictoleptura rufa dimidiata (J.Daniel, 1891) — распространён в Иране и на Кавказе. Кормовые растения этого подвида неопределённы.
- Stictoleptura rufa rufa (Brullé, 1832) — распространён в Италии, Юго-восточной Европе и в Турции
- Stictoleptura rufa excelsa (Costa, 1863)